# Santa Rosa do Sul
Santa Rosa do Sul es un municipio brasileño del estado de Santa Catarina. Tiene una población estimada al 2021 de 8 397 habitantes.

## Etimología
Nombre sugerido por el Vicario de la época en 1932, influenciado por los inmigrante italiano y azores del lugar, a Santa Rosa, hoy Santa Rosa del Sur.

## Historia
Entre los pueblos precolombinos que habitaron la localidad están los Umbus, Humaitá, Taquaras, Itararés, Sambaquis y Tupí-Guaraní, conocidos como carios. Los primeros europeos en llegar fueron los españoles.
A partir del Siglo XVIII, con el surgimiento de las empresas agrícolas, comenzó la repartición de tierras. El área de la entonces Zona de Sombrio, cubría un área desde Araranguá hasta los márgenes del río Mampituba.
El 10 de octubre de 1928 se instaló a iglesia matriz, y el vicario de la localidad el padre Antônio Luiz Dias sugirió el nombre Santa Rosa a la localidad. Se creó el 24 de noviembre de 1955 el distrito de Santa Rosa, del municipio de Sombrio. El 4 de enero de 1988 se emancipó como municipio, y cambió su nombre a "Santa Rosa do Sul".

### Otros nombres
- Morro das Mortes (Siglo XIX)
- "Três Alfredos" (comienzos del Siglo XX)
- "Santa Rosa"